# 元纂 (尚书仆射)
元纂（5世纪—6世纪），河南郡洛阳县（今河南省洛阳市东）人，北魏孝明帝时担任尚书仆射。
熙平二年（517年）十月，孝明帝因幽、冀、沧、瀛四州大饥，遣尚书长孙稚、兼尚书邓羡、元纂等巡抚百姓，开仓赈恤。
正光四年（523年）四月，北魏派尚书令李崇、御史中尉兼大行台左仆射元纂统十万骑兵攻打柔然。柔然可汗阿那瓌得知，抓走二千百姓，驱赶了北魏几十万头马牛羊，向北方而去，李崇追赶三千多里，没有追上，只好撤回。元纂听到于谨有美名就征召他为铠曹参军。元纂派遣于谨率领二千多骑兵追击柔然人，来到郁对原，先后打了十七仗，屡屡破敌获胜。孝昌元年（525年），六镇之乱，广阳王元渊率众迎战破六韩拔陵，前后有二十万人投附。元渊与行台元纂上奏：“请在恒州之北另立郡县，安置来降之人，加以救济，来消除他们反乱之心。”朝廷不同意，令黄门侍郎杨昱安置降户在冀州、定州、瀛州三州就食。元渊对元纂说：“这些人又将成为乞活流民了！”二年（526年），北魏仆射元纂以行台身份镇守恒州。鲜于阿胡率领朔州的流民侵犯恒州，七月十一日，攻陷了平城，元纂奔投冀州。贺拔允及其弟弟贺拔胜、贺拔岳跟随元纂在恒州，平城失陷之后，兄弟几人失散。
元纂后事无载。
另有御史中尉元纂，曾弹劾贪暴的齐州刺史济阴王元诞，此元纂是否同一人，待考。